# El Adem
El Adem (àrab: العدم, romanitzat: al-ʿAdam, altres transliteracions inclouen El Adem, Al `Adam, Al 'Adam, Al `Adm o Al 'Aḑm) és una ciutat del districte de Butnan, a Líbia. Es troba a uns 22 quilòmetres al sud de la capital del districte, Tobruk.

## Segona Guerra Mundial

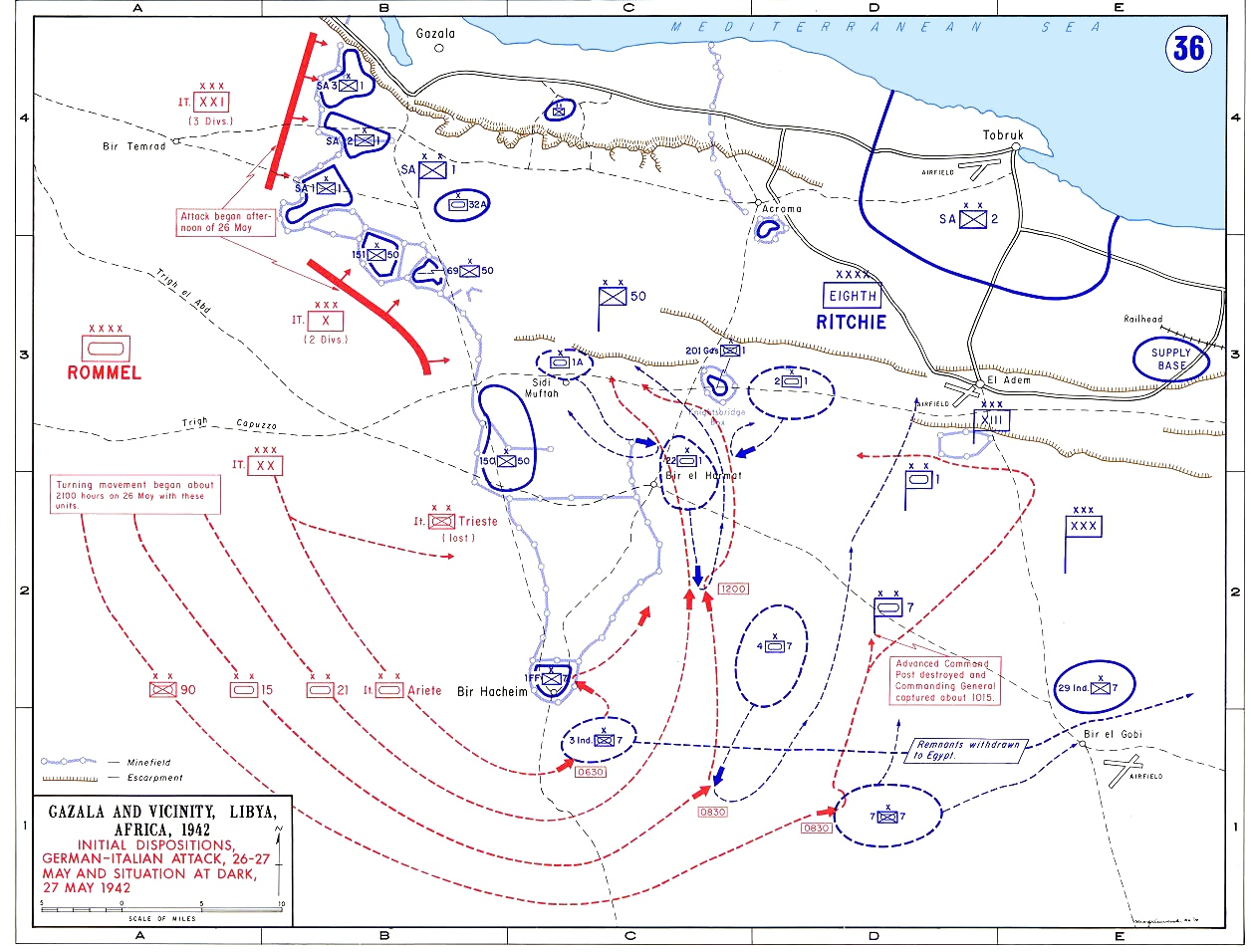
Àrea de la Batalla de Gazala amb l'aeroport i el box d'El Aden

Formant part de la colònia de la Líbia italiana a principis dels anys trenta, s'hi va construir una base aèria militar que va ser utilitzada per la Regia Aeronautica. Durant les successives oscil·lacions del front, El-Adem va acollir en diverses ocasions nombroses unitats pertanyents a la RAF, El camp d'aviació va ser reconstruït en gran part el 1942 per la Royal Air Force (RAF) després de la Segona Batalla d'El Alamein i reanomenat Royal Air Force Station El Adem Va ser utilitzat durant la Segona Guerra Mundial per la RAF i les Forces Aèries de l'exèrcit dels Estats Units durant la campanya nord-africana contra les forces de l'Eix.
Al sud de l'aeroport estava situada una de les posicions defensives de la línia defensiva britànica durant la batalla de Gazala (El Adem Box)